# АТХ-N
Код АТХ-N (англ. АТС-N) «Препараты для лечения заболеваний нервной системы» — раздел система буквенно-цифровых кодов Анатомо-терапевтическо-химической классификации, разработанных Всемирной организацией здравоохранения для классификации лекарств и других медицинских продуктов.
Коды для применения в ветеринарии (ATCvet коды) могут быть созданы путём добавления буквы Q в передней части человеческого Код ATC: QN.
Из-за различных национальных особенностей в классификацию АТС могут включаться дополнительные коды, которые отсутствуют в этом списке, который составлен Всемирной организацией здравоохранения.
- АТХ код N01 — Анестетики
- АТХ код N02 — Анальгетики
- АТХ код N03 — Противоэпилептические препараты
- АТХ код N04 — Противопаркинсонические препараты
- АТХ код N05 — Психолептики
- АТХ код N06 — Психоаналептики
- АТХ код N07 — Другие препараты для лечения заболеваний нервной системы